# 1067
| Calendário gregoriano                                                        | 1067 MLXVII                                          |
| Ab urbe condita                                                              | 1820                                                 |
| Calendário arménio                                                           | 516 – 517                                            |
| Calendário bahá'í                                                            | -777 – -776                                          |
| Calendário budista                                                           | 1611                                                 |
| Calendário chinês                                                            | 3763 – 3764 Início a 18 de janeiro (aproximadamente) |
| Calendário copta                                                             | 783 – 784                                            |
| Calendário etíope                                                            | 1059 – 1060                                          |
| Calendários hindus - Vikram Samvat - Calendário nacional indiano - Cáli Iuga | 1122 – 1123 988 – 989 4167 – 4168                    |
| Calendário Holoceno                                                          | 11067                                                |
| Calendário islâmico                                                          | 459 – 460                                            |
| Calendário judaico                                                           | 4827 – 4828                                          |
| Calendário persa                                                             | 445 – 446                                            |
| Calendário rúnico                                                            | 1317                                                 |
| Calendário solar tailandês                                                   | 1610                                                 |

1067 (MLXVII, na numeração romana) foi um ano comum do século XI do Calendário Juliano, da Era de Cristo, e a sua letra dominical foi G (52 semanas), teve início numa segunda-feira e terminou também numa segunda-feira.
No território que viria a ser o reino de Portugal estava em vigor a Era de César que já contava 1105 anos.
| Ano completo                         |
| ------------------------------------ |
| Ano comum com início à segunda-feira |

## Mortes
- 21 de Maio - Constantino X Ducas, imperador bizantino, n. 1006.
- 1 de Setembro - Balduíno V da Flandres n. 1012, Conde de Flandes.